# Готовчиц, Георгий Александрович
Гео́ргий Алекса́ндрович Гото́вчиц (укр. Георгій Олександрович Готовчиць; 17 сентября 1935 — 31 декабря 1994) — Министр Украины по делам защиты населения от последствий Чернобыльской катастрофы в 1990—1994 годах.

## Биография
Родился 17 сентября 1935 года в Ольгополе Винницкой области, в семье медицинских работников; украинец; жена — учительница; имел 2 дочерей.
Образование: Одесский политехнический институт (1958), инженер-механик.
- 1958 — инженер-наладчик, заведующий измерительной лаборатории, заместитель начальника механо-энергетического отдела.
- С 1963 — главный энергетик, секретарь парткома, Бердичевский завод «Прогресс».
- С 1970 — 2-й секретарь, 1-й секретарь, Бердичевский ГК КПУ.
- С 1978 — заместитель председателя, Житомирского облисполком.
- С 1990 — 1-й заместитель председателя облисполкома.
- С 3 августа 1990 — Председатель Государственного комитета Украинской ССР по защите населения от последствий аварии на ЧАЭС[1].

В Житомире была установлена мемориальная доска памяти на доме № 12 Старого бульвара, в котором Георгий Александрович проживал с 1979 по 1990 годы.
В июле 1996 года было присвоено научно-экспедиционному судну Украинского научно-исследовательского гидрометеорологического института название «Георгий Готовчиц».

## Награды
2 ордена, 5 медалей СССР, 2 награды Республики Афганистан. Почётная Грамота Президиума Верховного Совета УССР. Орден «За заслуги» III степени (21 апреля 2006, посмертно).